# Nyomár
Nyomár è un comune dell'Ungheria di 313 abitanti (dati 2001) . È situato nella contea di Borsod-Abaúj-Zemplén.